# 李宏规
李宏规（1938年3月—），男，汉族，湖南沅江人，中国人口学家，曾任中华人民共和国国家计划生育委员会（国家计生委）副主任，第九、十届全国人大代表。